# Снежина (село)
Снѐжина е село в Североизточна България. То се намира в община Провадия, Варненска област.

## География
От север на юг по меридиана селото е широко около 3 км, а от запад на изток – дълго около 4 км. Село Снежина се намира в Североизточна България и в източната част на Дунавска равнина. На изток от селото се намират Провадийско плато и Провадийска река. На запад сравнително близо до селото се намира Шуменското плато. Снежина е на един час път с кола до Черно море. Село Снежина се намира до един от полюсите на земеделското стопанство в България – Добруджа. В най-голяма степен изразител на икономогеографското положение на селото е търговскогеографското положение. То е благоприятно, защото селото е център за складиране на продукцията, произвеждана от двама арендатори, които обработват земи и в околните на Снежина села. Снежина се намира в природногеографска област Дунавска равнина. В административно-териториално отношение се намира в област Варна, община Провадия. Площта на селото е 13.883km2. Надморската височина варира от 100 до 199 метра.

## Релеф
Село Снежина се характеризира с предимно равнинно-хълмист релеф. При западната граница на селото релефът е платовиден, защото попада на границата на Провадийско-Роякско плато, но много малка част от землището на селото попада в тази защитена зона. В западната част на селото се намира специфичното скално образувание „Зотката“, наречено така, защото представлява издатина на скалата с форма на свинска зурла. В североизточната част на селото има пет тракийски могили, които се намират в обработваемата от земеделието площ. Конкретни макрорелефни форми липсват, но селото е част от Дунавска равнина. От микрорелефните форми по-известни са пещерата „Кара пещера“ и дефилето „Боаза“.

## Климат
Според данни от Държавно лесничейство „Провадия“, в чиято територия попада и значителна част от землището на село Снежина, се намира в територията на Европейско-континенталната климатична област и Умерено-континенталната климатична подобласт. Намира се в източния климатичен район на Дунавската хълмиста равнина. Континенталният характер е по-смекчен и се доближава повече до климата на Северното Черноморие. Зимата е сравнително студена, пролетта е по-хладна, а лятото е не толкова горещо. Средната температура през януари се движи между -2° и 1°. Снежната покривка е сравнително устойчива. Общият брой на дните със снежна покривка е от 30 до 45. Сумата на валежите е най-малка през зимата и най-голяма през лятото. Вегетационният период е 6 – 7 месеца. Годишната сума на валежите в този район е 500 – 530 мм. Ветровете са разнообразни, относително постоянни са северозападните и западните – през пролетта предизвикват затопляне, през лятото носят валежи. Сравнително често духа и североизточен вятър – студен през зимата и горещ през лятото.

## Води
Снежина е село богато откъм водни ресурси. В землището на селото се намира напоителна система „Снежина“. Водите на системата се осигуряват от река Главница, десен приток на река Провадийска. Отокът на реката се регулира в язовир „Снежина“. Обхванатата площ за напояване със съхранена инфраструктура е 850 ха. Водите за напояване се подават гравитачно. Значение за водоснабдяването и наличието на достатъчно вода за пиене и комунално-битови нужди има изворът „Баш бунар“, който осигурява нужната вода за селата Снежина и Градинарово.

## Растителност и животински свят
Село Снежина е популярно със своята „Снежанска кория“ (често наричана и „Снежинска кория“), която представлява вековна дъбова гора с над 150-годишна възраст. Основните дървесни видове са цер и виргилиев космат дъб. Обявена е за природна забележителност през 1963 г., а от 2002 г. е защитена местност. Според класификационната схема на типовете горски месторастения територията на „Снежанска кория“ се намира в Мизийската горско-растителна област и под-област Шуменско-Провадийски плата.
В село Снежина има голям язовир. Видовете риби, налични в него са: Шаранови (див шаран, шаран, каракуда, толстолоб, червеноперка, бабушка, уклей, сом) и Костурови (костур, попчета, слънчева риба).
В землището на село Снежина има две защитени природни територии:
- Природна забележителност „Снежанска кория“, обявена със заповед № 4020/06.12.1963 на МГГП с обща площ 83,1 ха.
- Историческо място „Хамбарлък“, обявено със заповед № 183/06.12.1963 на МГГП с обща площ 2 ха.

## История
Село Снежина е възникнало от две стари селища – в местностите „Андъка и „Крестеви“ (Кръстево). Най-развито и с най-важна роля е Кръстево. То било тясно свързано с яката средновековна крепост построена на възвишение „Хамбарлъка“, наречена „Кръстовица“, а на турски „Кирис давиче“. В тази местност са открити големи ями, издълбани в порестия варовик или скалата, с формата на старинни глинени съдове, известни още с названието „долиуми“. От тях е дошло и името на местността „Хамбарлъка“ (хамбари), защото тези дупки са служели за зърнени складове и водни резервоари. Под крепостта в малката долина на Крива река лежат останки от старото село Кръстево. В началото то било разположено на висока скална тераса, но после се е преместило в равнината от двете страни на реката. Селото има тракийски произход, за който свидетелстват двете тракийски могили. В края на XVII век най-вероятно след разбойническо нападение, последвано от опожаряване, село Кръстево изчезва. От предание се знае, че останалите живи хора положили основите на сегашното село Снежина, но има и друга теория, че двете села са съществували паралелно и оцелелите хора от Кръстево са намерили прием в Снежина. Първият опит за географски и икономически очерк на селото е направен от Василка Марчевич Панайотова през 1905 г. Тя е била учителка в село Снежина. Записва своя очерк в Летописната книга на училището. В този очерк тя представя селото с името Кар-ягдъ (сняг заваля), наречено така от турско време поради обстоятелството, че когато в околността валяло дъжд, в селото валяло сняг. Проф. Милетич обаче го нарича Каръ-Ягдъ, което значи „жени заваляха“. Това твърдение поражда друго обяснение за произхода на името на селото. Жени, чиито мъже са били избити, а селото опожарено, дошли (заваляли) край големия извор в селото Баш-бунар. От 1934 г. селото носи българското име Снежина.
Период на османско феодално владичество
През 1676 г. се споменава село с името Каръ-ягдъ, отбелязано с 35 къщи на неверници, обложени с данък „джизие“. Турци в Снежина са дошли главно в периода на турската колонизация на този край. Броят на българите през този период намалял, защото условията за живот били много тежки, а и много жители се изселили в Бесарабия. Поради размирното време през периода на Руско-турските войни (1773 – 1774 и 1828 – 1829 г.) има сведения, че селото е било изоставено от българското население, докато стихнат размириците. През този период е открита и черква през 1874 г. Когато българите я строили, казвали пред турските власти, че строят училище. До голямата сграда на черквата построили и една кирпичена стая в която през 1875 г. започнали и първите учебни занятия.
Следосвобожденски период
В очерка на Василка Марчевич Панайотова, споменат по-рано, се казва, че селото има първостепенна земя за обработване. Тук се ражда най-хубавото жито в цялата околия. В селото има лоза. Трендафил и памук не се отглеждат за някаква полза, а само в градините за украса. Ориз и тютюн не се сее, а слънчоглед и захарно цвекло – само за собствена употреба.
През 1910 г. е построена нова училищна сграда, а училището съществува и до днес под наименованието ОУ „Христо Ботев“.
През 1935 г. се ремонтира стара сграда, която е служила за кметство, и се пригодява за читалище. След това започват и първите театрални представления. Първи кмет след освобождението станал Коджа Андрей. Известно е че през Балканската и Първата световна война селото праща воини на фронта. През 1911 г. се създава организация на БЗНС, а през 1920 г. е основана Кредитна кооперация, наречена „Напредък“. През 30-те години на XX век Снежина се счита за „Кючук Париж“ на околията с многото си майстори занаятчии:бъчвари, зидари, шивачи, кожухари, коларо-железари и дърводелци.
От сведенията за този период става ясно, че в миналото селото е имало важна роля в земеделието и по-специално в изхранването на населението. Жителите са селото са се отличавали с буден дух и са развивали културно-просветни дейности. Голяма роля са имали и в областта на занаятчийството.
Период след Втората световна война
През 1946 г. под ръководството на кмета Демир Георгиев жителите на селото подаряват 100 дка от Кайряшката кория за построяване на околийски пионерски лагер, който от 1970 г. носи името на писателя Иван Василев, чийто гроб и бюст паметник се намират в него (бюст паметникът бе преместен и поставен на центъра на селото от кмета Христо Радоев). Околийският пионерски лагер привлича значителен брой посетители и дълги години е център за почивка на ученици и за военно обучение. През юни 1983 г. за две седмици там пребиваваха групи от следните училища:
- I ЕГ „Христо Кабакчиев“ – английска и немска езикова – (випуски 1984 и 1985);
- Средно музикално училище „Добри Христов“ (випуск 1985);
- Техникум по химическа промишленост (випуск 1985);
- Гимназия от гр. Дългопол (випуск 1985).

През август 1950 г. се основава ТКЗС в село Снежина, а през 1958 г. селото е електрифицирано. Построява се кравеферма, зеленчукова и овощна градина. Така се засилват земеделието и животновъдството, създават се работни места за населението и се спомага за замогването на жителите на село Снежина. През 1959 – 1961 г. се построява язовир „Снежина“, който напоява 11 хил. дка земя. През 1964 г. е открита новата сграда на читалището в село Снежина с името „Извор. Новата сграда създава много добри условия за културно-просветна дейност. Процъфтява художествената самодейност. Този период е най-силен в развитието на селището в икономическо и културно отношение.
Период на демократичен преход
През този период село Снежина бележи значителен спад в развитието си. Лагерът е напълно разрушен, както и кравефермата, овощната и зеленчуковата градини. С течение на годините се засилва безработицата и все повече се разрушава изградената инфраструктура. Българското население напуска селото, а циганското население се увеличава все повече.

## Туризъм и културни особености
В местността „Хамбарлъка“ са правени археологически разкопки, където в миналото се е издигала крепостта „Кръстовица“. Намерени са редица артефакти, сред които монети от времето на Юстиниян I (483 – 565 г.), както и древна ризница от Средновековието. Тези артефакти се намират в колекцията на Варненски археологически музей. От архитектурните антропогенни ресурси в Снежина има редица чешми, като най-известни са: чешмата, която се намира в самия център на селото, непосредствено до училищната сграда. Чешмата, която се намира покрай главния път за съседното село Градинарово. И т.нар. „Янчова чешма“, построена от бивш кмет на селото Янчо Петров, която се намира в местността „Боаза“. Село Снежина чества своя „събор“ на първи май. На този ден в селото се провежда панаир, а от съседните села и градове пристигат посетители. На центъра на селото се опъват сергии с различни стоки, които посетителите могат да купуват. Почти всяка година се организират „кушии“ и се раздават парични награди за победителите. Организират се и борби и футболни мачове между отборите на съседните села. Традиция е да се събират жителите на селото в местността „Боаза“, където се носи опечено агне и жителите се гощават, за да бъде плодородна годината за животновъдството и земеделието. Селото е бедно на антропогенни туристически ресурси. Църквата, която е построена малко преди Освобождението, е занемарена и се е саморазрушила, защото няма средства за реставрация.

## Население
Численост на населението според преброяванията през годините:
| \| Година на преброяване \| Численост \| \| --------------------- \| --------- \| \| 1934 \| 1080 \| \| 1946 \| 1039 \| \| 1956 \| 874 \| \| 1965 \| 767 \| \| 1975 \| 690 \| \| 1985 \| 637 \| \| 1992 \| 658 \| \| 2001 \| 631 \| \| 2011 \| 616 \| \| 2021 \| 461 \| |           |
| Година на преброяване | Численост |
| 1934 | 1080      |
| 1946 | 1039      |
| 1956 | 874       |
| 1965 | 767       |
| 1975 | 690       |
| 1985 | 637       |
| 1992 | 658       |
| 2001 | 631       |
| 2011 | 616       |
| 2021 | 461       |

### Етнически състав

#### Преброяване на населението през 2011 г.
Численост и дял на етническите групи според преброяването на населението през 2011 г.:
|                     | Численост | Дял (в %) |
| Общо                | 616       | 100.00    |
| Българи             | 68        | 11.03     |
| Турци               | 78        | 12.66     |
| Цигани              | 448       | 72.72     |
| Други               | ?         | ?         |
| Не се самоопределят | ?         | ?         |
| Неотговорили        | 9         | 1.46      |

## Личности
- Иван Василев (1909 – 1969), български писател[7] През 1938 г. в гр. Загреб (тогава в Кралство Югославия, днес столица на Република Хърватия) излиза на хърватски език сборник „Чудесно царство“ с приказки на български детски писатели. В него са включени две приказки от Иван Василев – „Дървосекачът Добри“ (Drvosjeca Dobri) и „Поспаланкото и червения петел“ (Pospance i crveni pijetao).[8]